# Vit stork
Vit stork (Ciconia ciconia) är en fågel i familjen storkar. Den är en stor fågel med lång hals, långa ben och långa breda vingar. Fjäderdräkten är övervägande vit, med svarta arm- och vingpennor samt lång röd näbb och röda ben. Den häckar i Europa, norra Afrika och västra Asien. I Skandinavien häckar den endast i Danmark och Skåne.

## Utseende och läte
Vit stork är en stor fågel med lång hals och näbb, långa ben och långa breda vingar. Den har en längd på 95 till 110 cm och ett vingspann på 183 till 217 cm. Könen är lika till utseendet men hanarna är något större. Dess näbb och ben är röda. De yngre fåglarna har en mörk näbbspets. Dess fjäderdräkt är övervägande vit med svarta vingpennor.
Det enda "läte" som vuxna storkar har är att de "klapprar" med näbben. Detta sker oftast när paret möts vid boet. De unga storkarna kan "väsa" då föräldrarna kommer till boet med mat.

## Utbredning och systematik
Vit stork häckar i Europa, norra Afrika och västra Asien. I Skandinavien häckar den numera endast i Danmark och Skåne. I Danmark var storken tidigare vanlig; under 1952 rapporterades ännu 222 par, men den är idag mycket ovanlig. Under 2011 rapporterades bara en häckning, 2016 två häckningar, och 2022 åtta häckningar. I de nordligare delarna förekommer den endast tillfälligtvis.
I Norge och Finland observeras bara enstaka storkar årligen; dock har man observerat åtminstone ett säkert häckningsförsök år 2015 i Finland. I Estland förekommer rikligt med häckande stork. Merparten av världspopulationen är flyttfåglar, och deras vinterkvarter ligger i tropiska och södra Afrika, Iran och Indien. Under flytten passerar de Medelhavet främst via Gibraltar sund och Suezkanalen och områdena däromkring. Regionalt har den försvunnit som häckfågel i Storbritannien.

### Underarter
Arten delas upp i två underarter med följande utbredning:
- vanlig vit stork[12] Ciconia ciconia ciconia – häckar i västra palearktis och västra Asien; övervintrar i tropiska och södra Afrika
- Ciconia ciconia asiatica (Severtsov, 1873) –  häckar i Turkestan; övervintrar i Iran och Indien

Ibland har även amurstork behandlats som underart till vit stork, exempelvis av Mayr & Cottrell, 1979.

### Förekomst i Sverige
Från 1920- och 1930-talen blev arten mycket sällsynt i Sverige, och en häckning 1954 bedömdes länge som den sista. 1996 häckade återigen ett vilt par på Flyinge kungsgård i Skåne, dit den lockats av de dryga 40-talet frihäckande par som planterats ut i ett försök att rädda arten i landet. De storkar som häckar i Skåne anländer i början av april och flyttar i mitten av augusti. År 2008 hade Sverige 47 frihäckande par. Ett helt "vilt" par som återkommit från övervintring genomförde 2014 sin första häckning i Sverige.

## Ekologi
Innan flytten samlas storkarna i flockar som kan vara mycket stora. De förflyttar sig genom att glidflyga på varma uppåtvindar, vilket gör att de i så stor utsträckning som möjligt undviker större vatten och förflyttar sig över land. Därför nyttjar de kortast möjliga väg över Medelhavet, vilket motsvarar den västra passagen över Gibraltar sund och den östra passagen över Suezkanalen och närliggande områden.

### Häckning

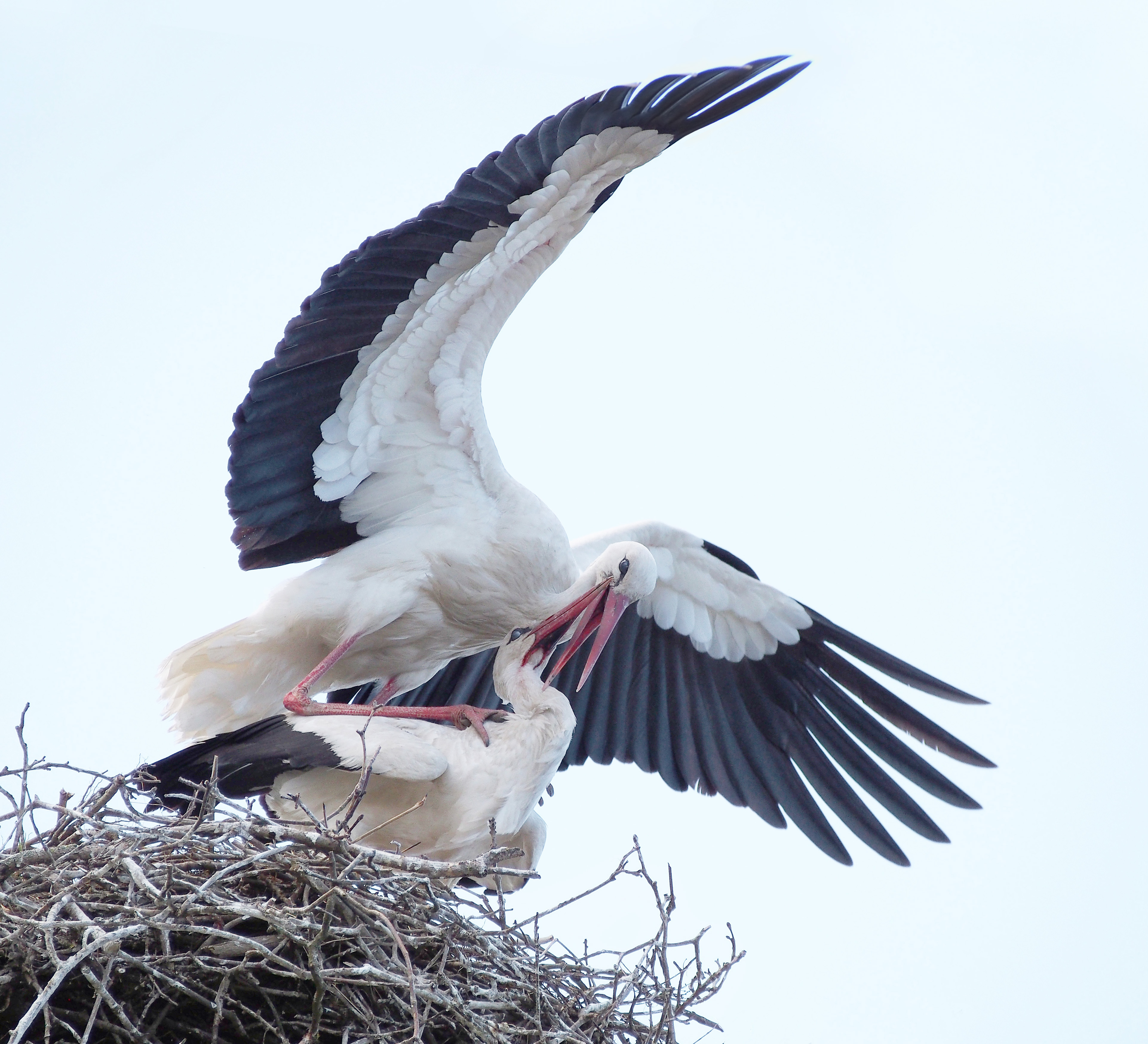
Storkpar i boet

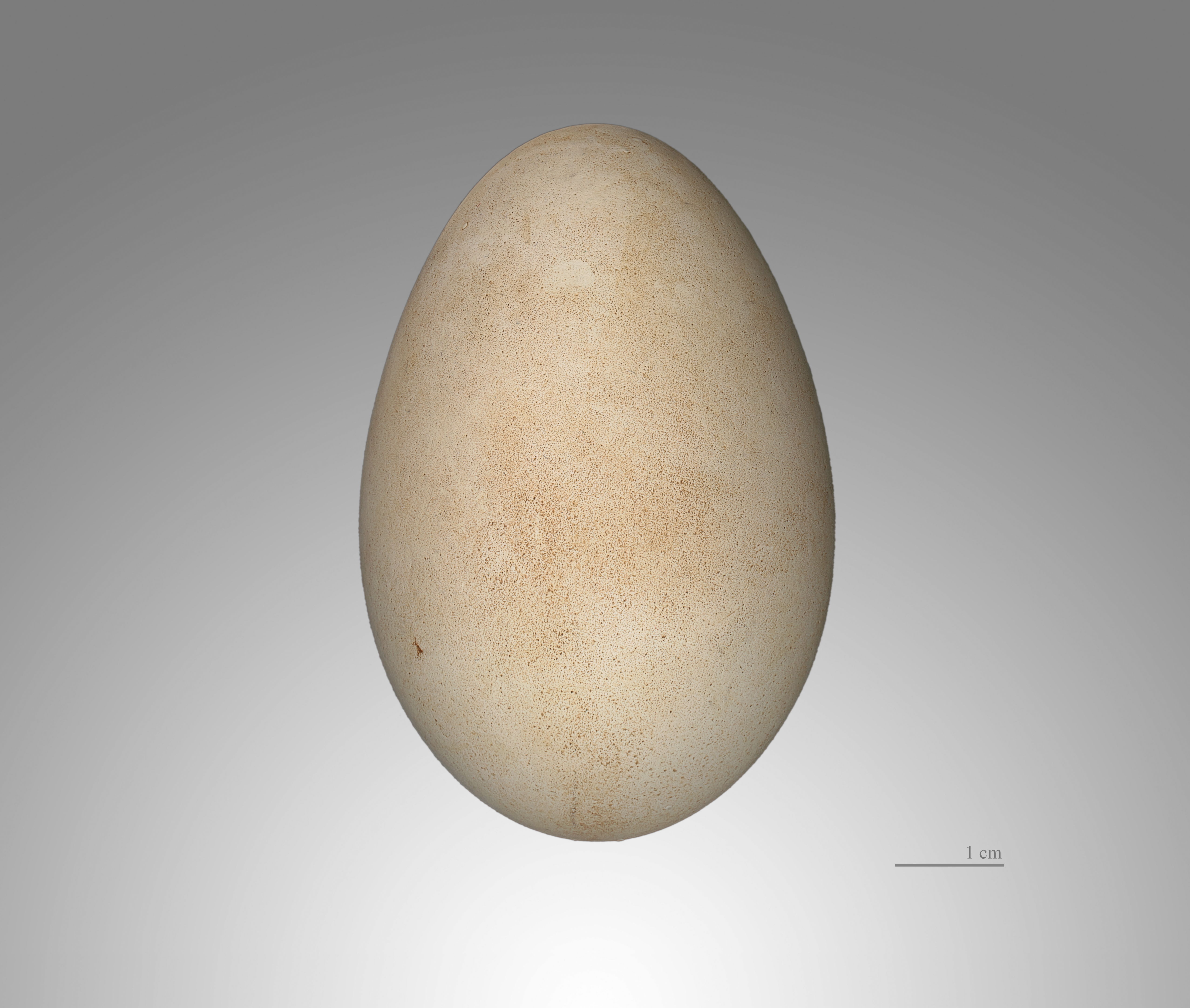
Ägg av vit stork ur Muséum de Toulouses samling.

De flesta vita storkar lever i livslånga parförhållanden som bildas när individerna är tre till fyra år gamla. Paret bygger tillsammans boet som inte sällan ligger i människans närhet. De bygger ett plattformsliknande bo på tak, skorstenar eller på ett större avstympat träd. Dessa bon återkommer paret gärna till år efter år. Honan lägger vanligtvis fyra ägg, men kullar på upp till sju ägg finns rapporterade. Paret ruvar äggen tillsammans i 29–34 dygn. Båda föräldrarna tar hand om ungarna som blir flygfärdiga efter 58–64 dagar.

### Föda
Storkens föda utgörs företrädesvis av mindre djur, som insekter, groddjur, ormar, fågelungar och sorkar. 

## Vit stork och människan

### Status och hot
Den vita storken har ett mycket stort utbredningsområde och en mycket stor global population vars utvecklingstrend är positiv. Utifrån dessa kriterier bedöms den inte som hotad utan kategoriseras av IUCN som livskraftig (LC). Dock minskar vissa populationer och vissa har inte återhämtat sig efter den kraftiga minskning som skedde på många håll under 1900-talet. Den svenska populationen är liten men växande och uppskattas idag till cirka 140 häckande individer. I 2020 års rödlista kategoriseras den som starkt hotad.
De främsta hoten mot arten utgörs av habitatförlust på grund av utdikning, olika hinder som motverkar översvämning av flodslätter, och omvandling av eller industrialisering av födoområden. Även brist på häckningsplatser utgör ett hot, exempelvis då bon placerade på pyloner förstörs. I vinterkvarter kan mortaliteten vara hög vid födobrist som orsakas av torka, ökenspridning eller drastiskt minskade gräshoppspopulationer på grund av pesticider. Pesticiderna och andra gifter utgör också ett hot i sig. Ett ytterligare allvarligt hot är kollisioner med elledningar, speciellt under flytten i Europa. Vit stork jagas som föda och som sport, främst under flytten och i vinterkvarter.

### Namn

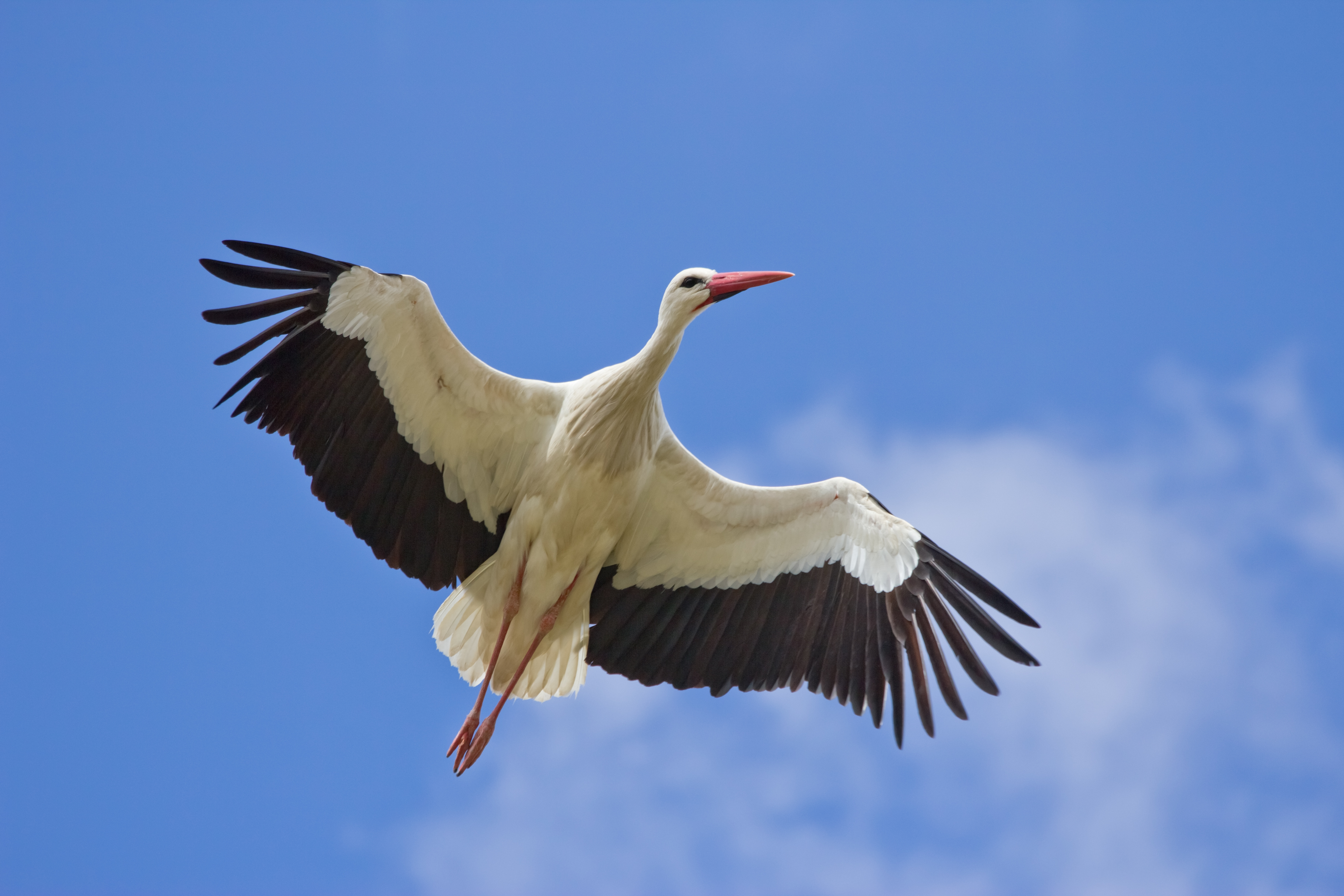
Vit stork under flykt.

Sägnen att storken kommer med barn anses idag härstamma ur dess namn.[källa behövs] Ordet stork är samma i de flesta germanska språk och anses vara nära släkt med ordet stark. I vissa dialekter är det synonymt med stel eller pinne.[källa behövs]

### Folktro
Storken är förknippad med många sägner och myter. Bland annat trodde man att ett storkbo skulle skydda huset för eldfara.[källa behövs] Man ansåg också att storken var en uteslutande nyttig fågel och den har därför varit populär och åtnjutit beskydd. I flera västerländska kulturer har man berättat för barn att nyfödda barn kom med storken. Myten blev vanlig i Västeuropa under 1800-talet när storken var en symbol för lycka och välstånd. Tidsandan tillät inte att föräldrar talade om sex och fortplantning med barnen, och därför sades att storken landade med spädbarnet i näbben. Se även storkbett.
Inte förrän på 1800-talet spreds vetskapen om att storken migrerar mellan kontinenter under årets lopp; fågeln hade tidigare ansetts övervintra på månen[källa behövs]. En stork som sköts i Tyskland 1822 hade halsen genomborrad av en lång pil, och efter undersökning konstaterades att pilen hade centralafrikanskt ursprung. Fågeln, som numera i uppstoppat skick är del av den zoologiska samlingen vid universitetet i Rostock, hade skadskjuten lyckats flyga 500 mil med en 80 cm lång pil genom halsen. Under 1800-talets lopp dök ytterligare 24 "pilstorkar" upp i Tyskland.